# Reiherstieg
|  | Per a altres significats, vegeu «Reiherstiegwettern». |

El Reiherstieg (en baix alemany Reigerstieg) és un braç navegable de l'Elba a l'estat d'Hamburg a Alemanya. Comença davant del port d'Harburg al km 615, passa entre l'illa a l'Elba de Wilhelmsburg i Altenwerder, i entre Steinwerder i el Kleiner Grasbrook. Desemboca a l'Elba septentrional davant dels atracadors de Sankt Pauli.
El braç va crear-se als segles xiv i xv, quan després d'una marejada fort l'antiga illa de Gorieswerder va trencar-se en un arxipèlag de petites illes fluvials Hohe Schaar, Langer Morgen, Neuhof i Ross al marge occidental i Rothaus, Reiherstiegland, Klütjenfeld (que més tard van ser reunits a l'illa de Wilhelsmburg al marge dret). Des de l'inici del segle xix van construir-se dics i transformar el braç i de les seves cales en dàrsenes a Steinwerder a l'eixample del port d'Hamburg al marge esquerre de l'Elba. La protecció contra les marejades fortes va fer necessari alçar contínuament els dics i parets de protecció.
Moltes indústries van instal·lar-se a les ribes del Reiherstieg: Shell va construir una refineria de petroli a l'illa del Hohe Schaar i al Kleiner Grasbrook, el molí VK Mühlen AG, el molí Aurora... S'hi troba també un dels terminals de contenidors més moderns d'Europa, el Container Terminal Altenwerder (CTA).

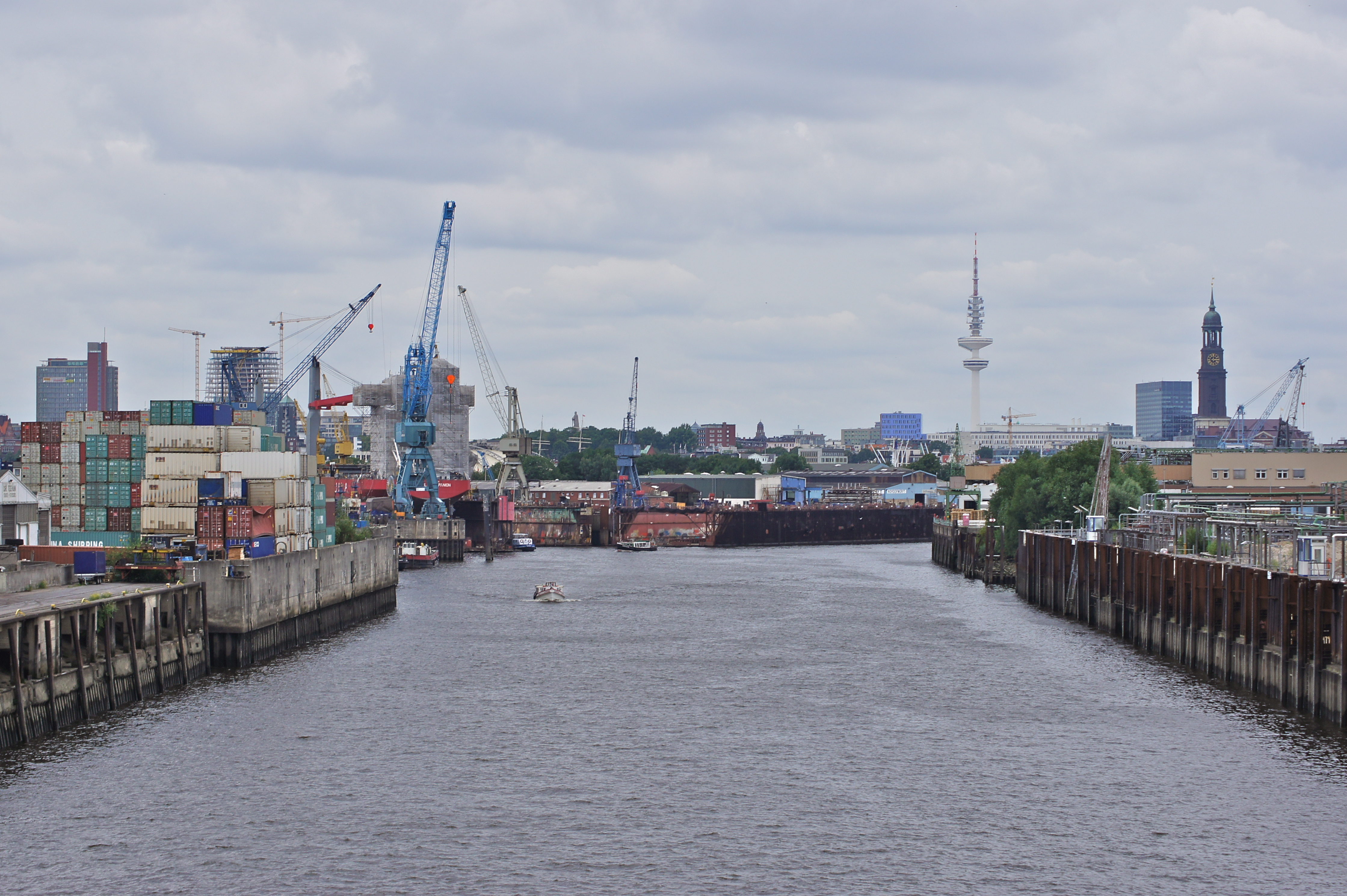
En direcció nord: la torre «d'En Miquel» i el Fernsehturm a l'horitzó
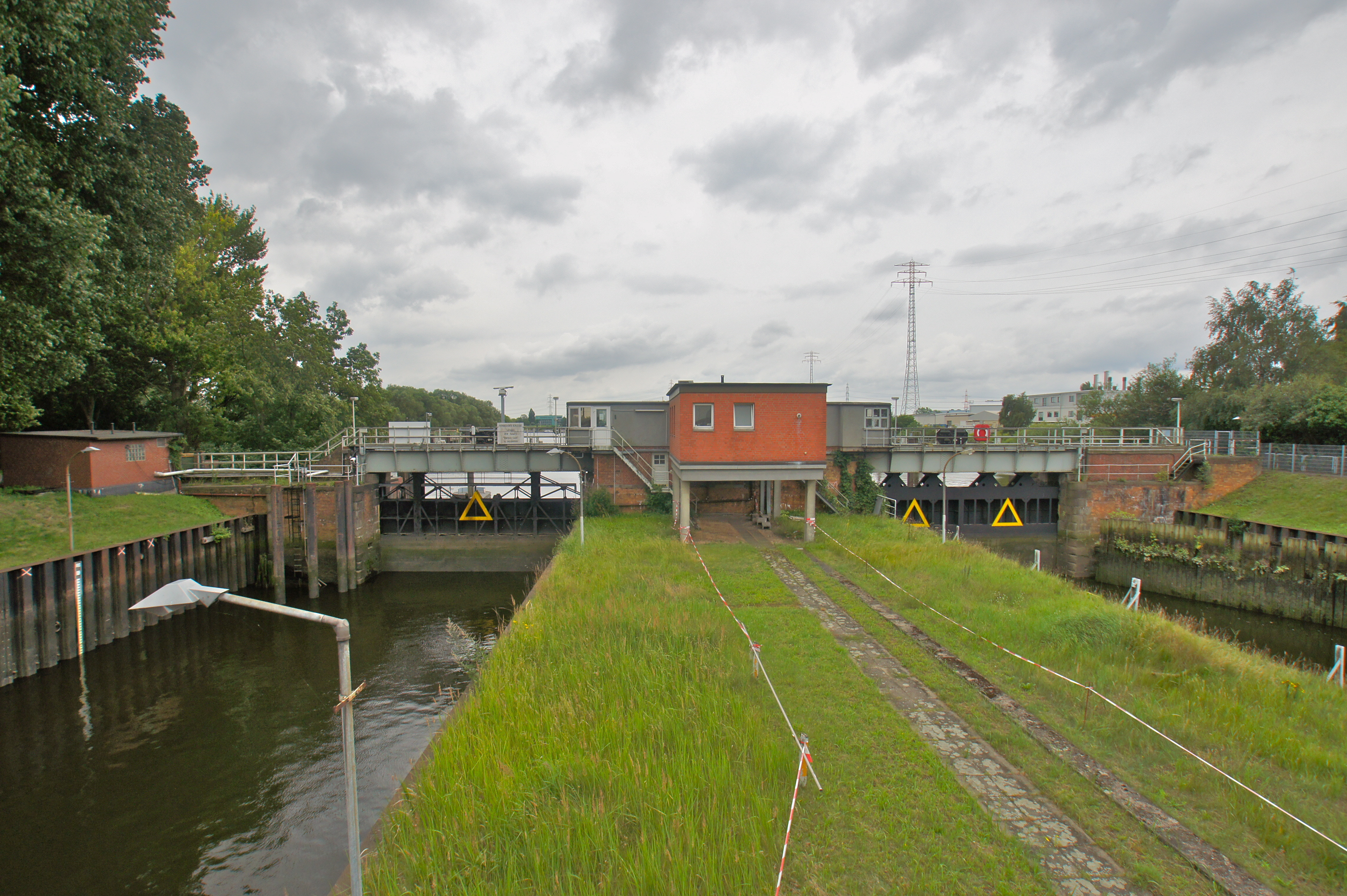
La resclosa a la confluència meridional amb l'Elba
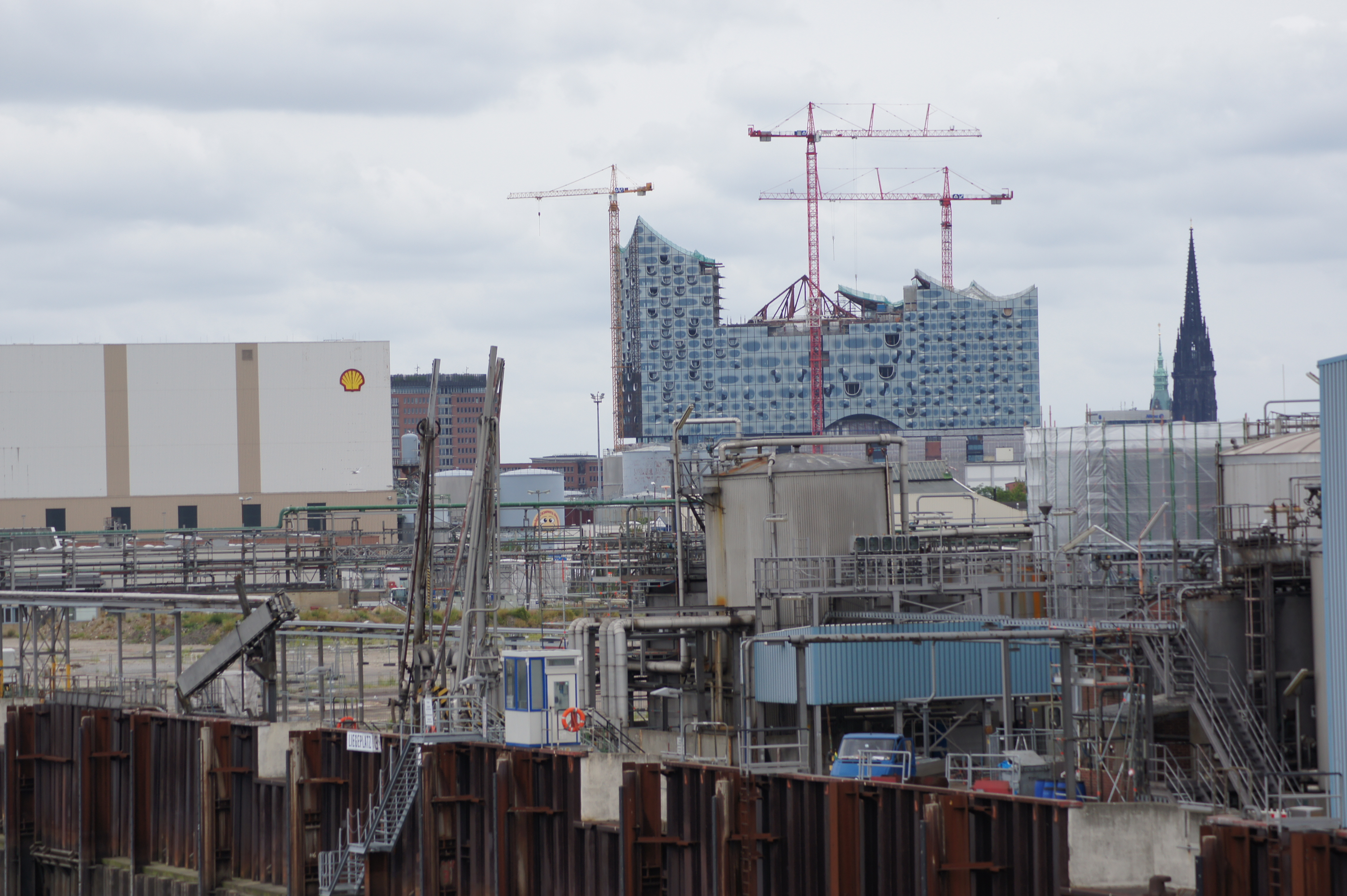
Shell al Kleiner Grasbrook i l'Elbphilharmonie
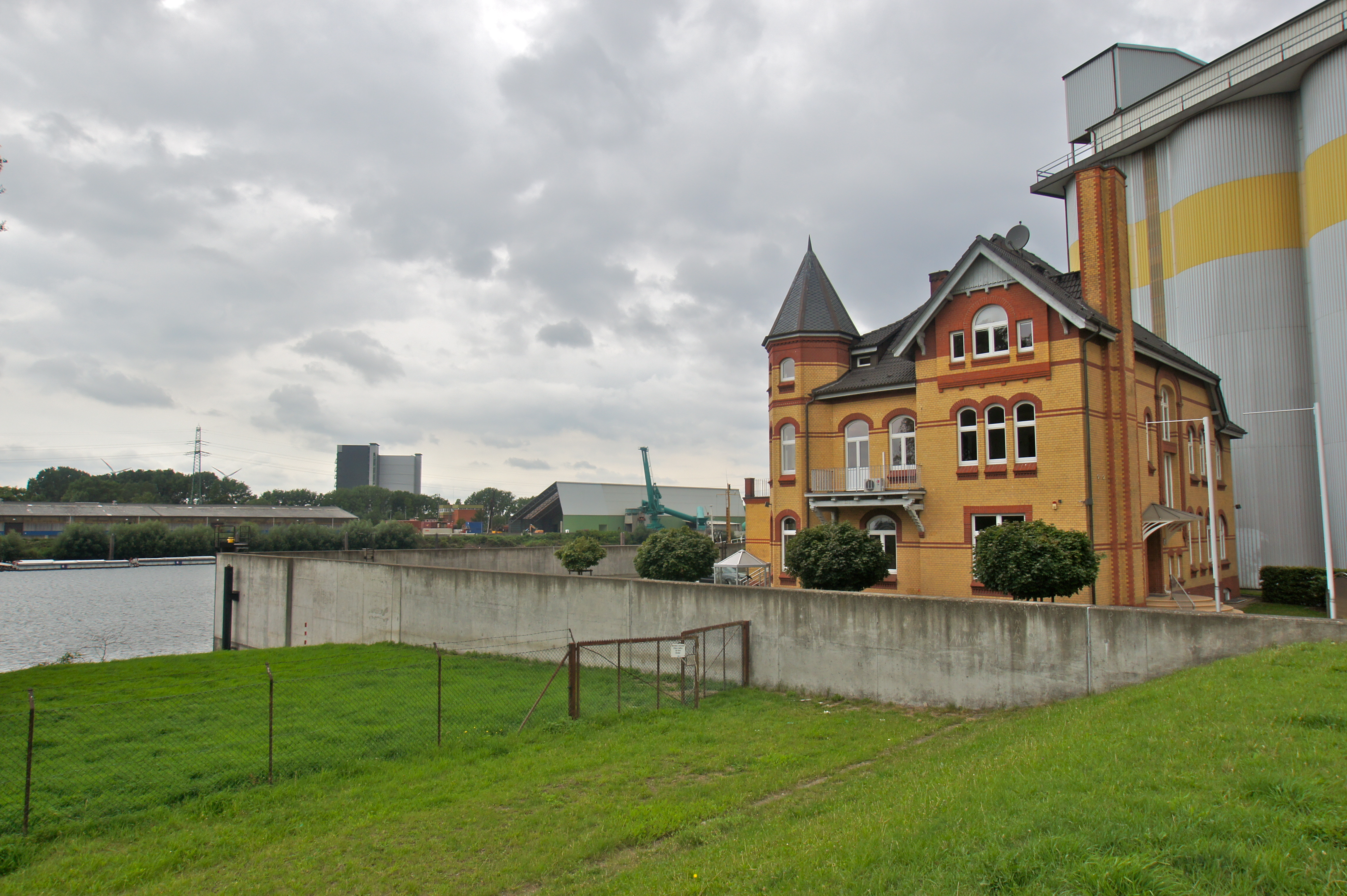
La paret de protecció anti-marejada al molí Aurora

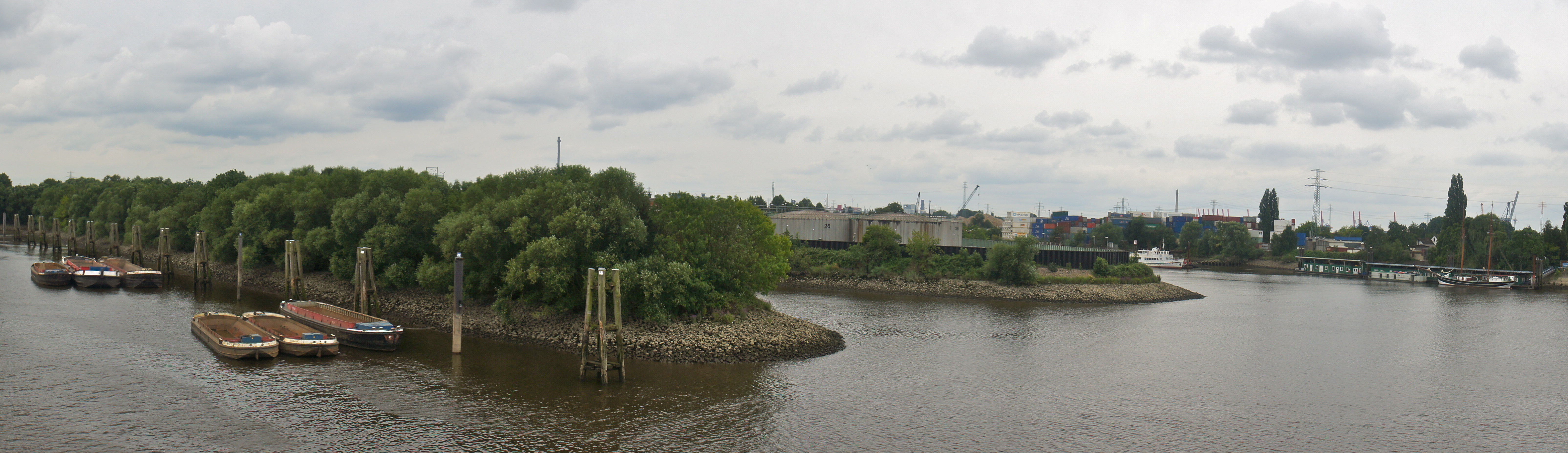
El Klütjenfelder Hafen (esquerra) i el Canal Ernst August (centre) vessen al Reiherstieg

## Afluents
- Querkanal
- Grevenhofkanal
- Wilhelmsburger Dove Elbe via el Canal Ernst August
- Reiherstieg Schleusenfleet
- Rethe
- Veringkanal
- Schmidtkanal

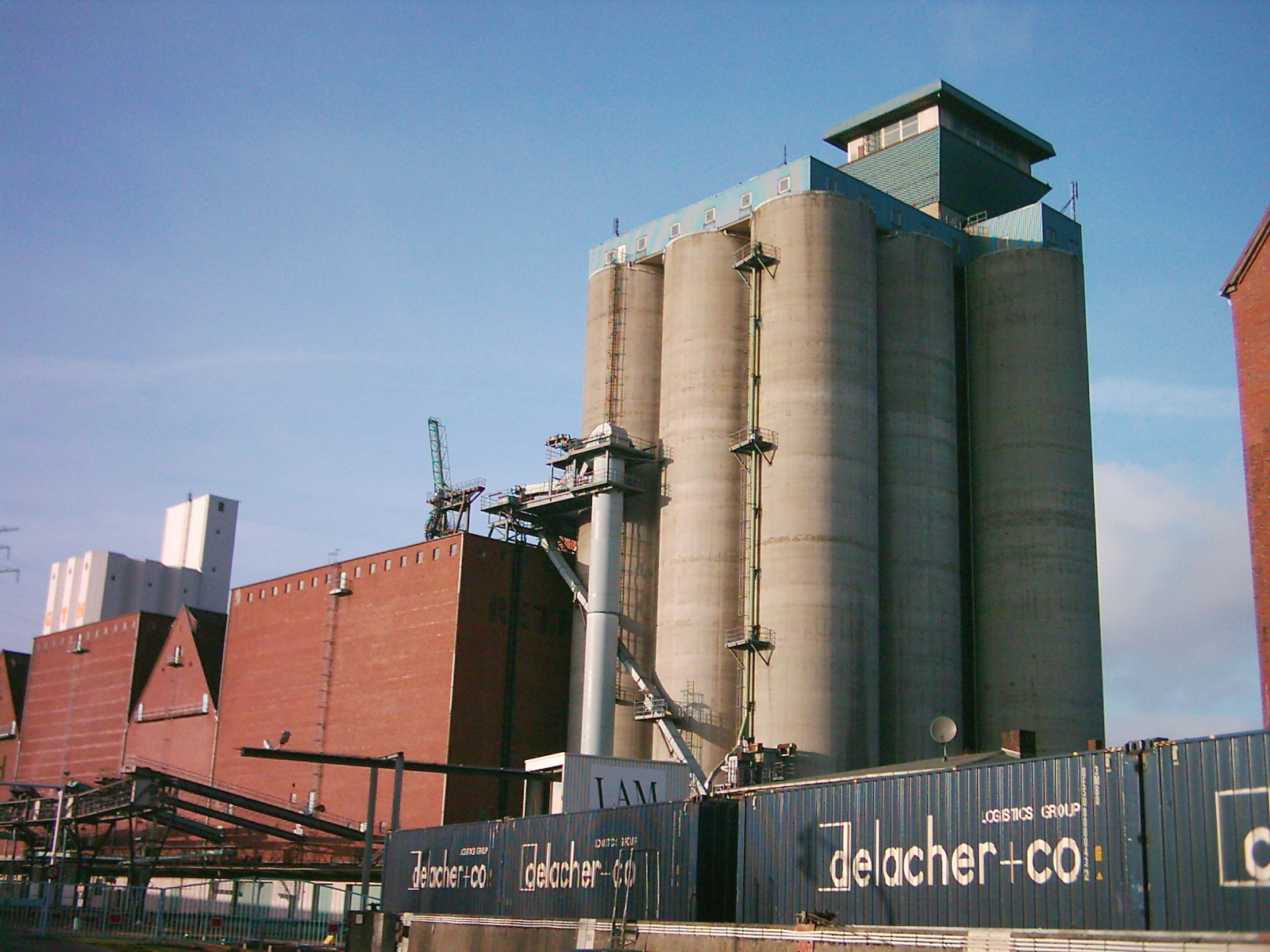
El terminal del gra (Getreideterminal Hamburg (GTH)
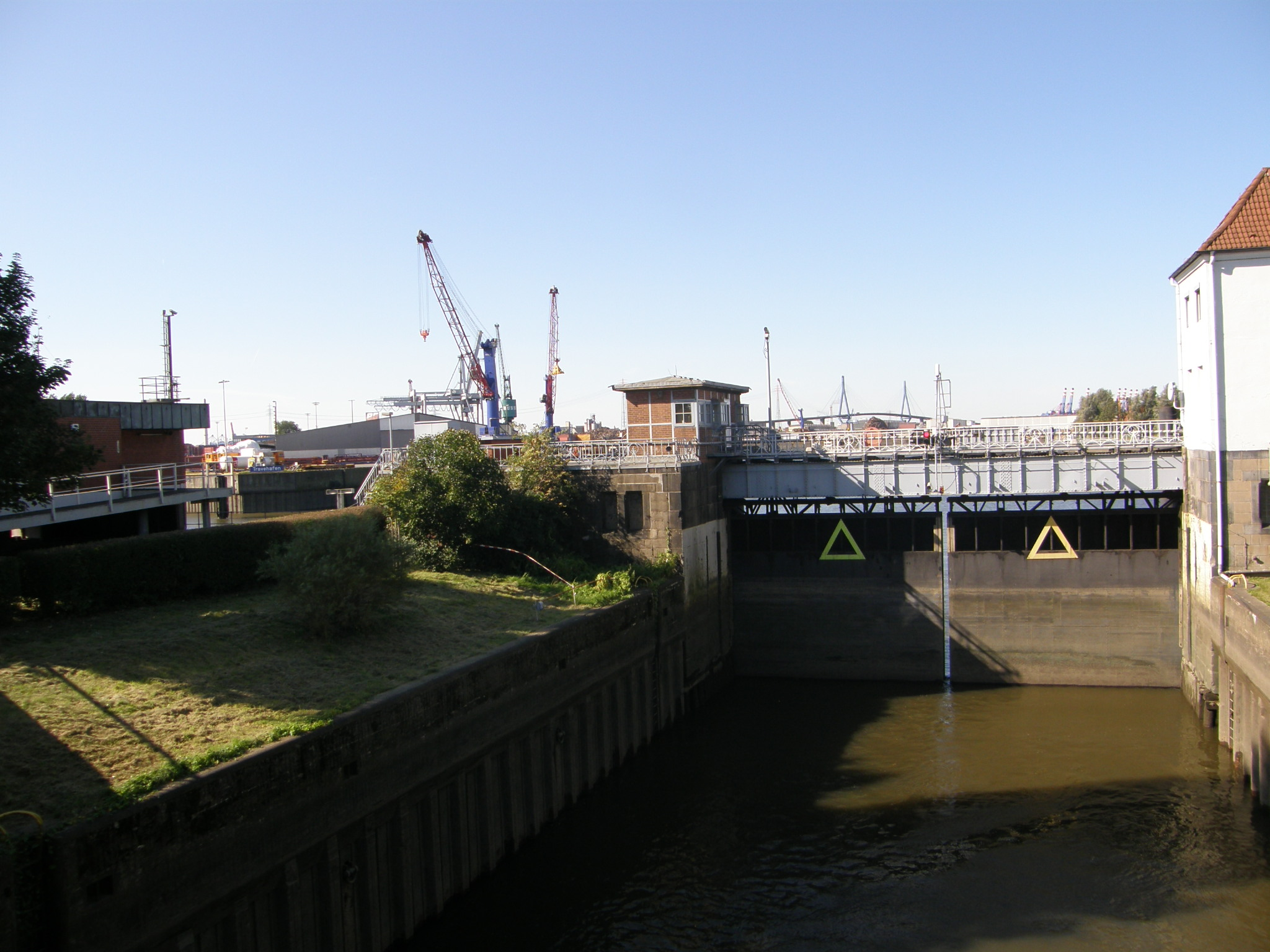
La resclosa Ellernholz vers el port d'Ellerholz a Steinwerder
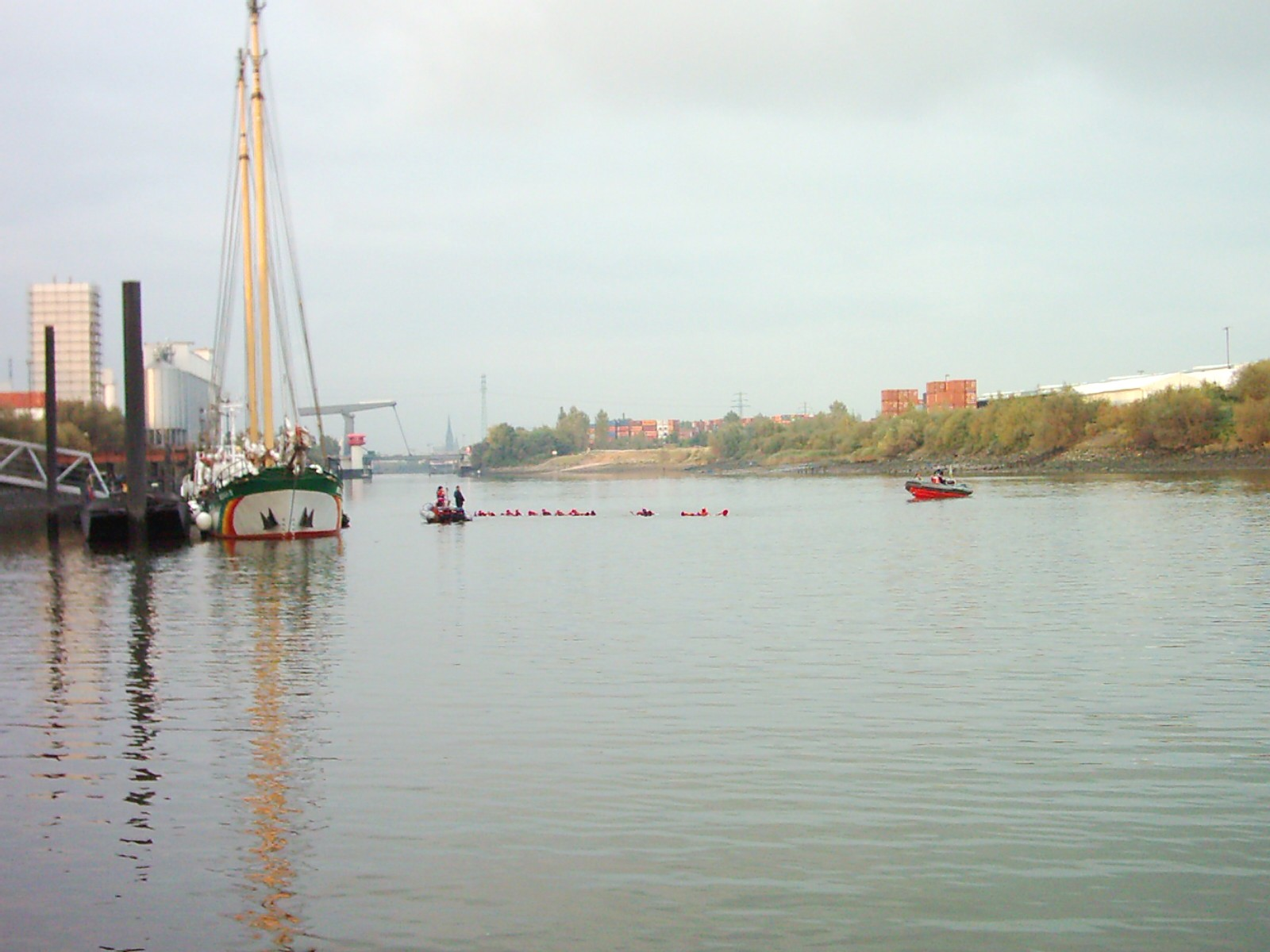
Atracador de Greenpeace al Reiherstieg
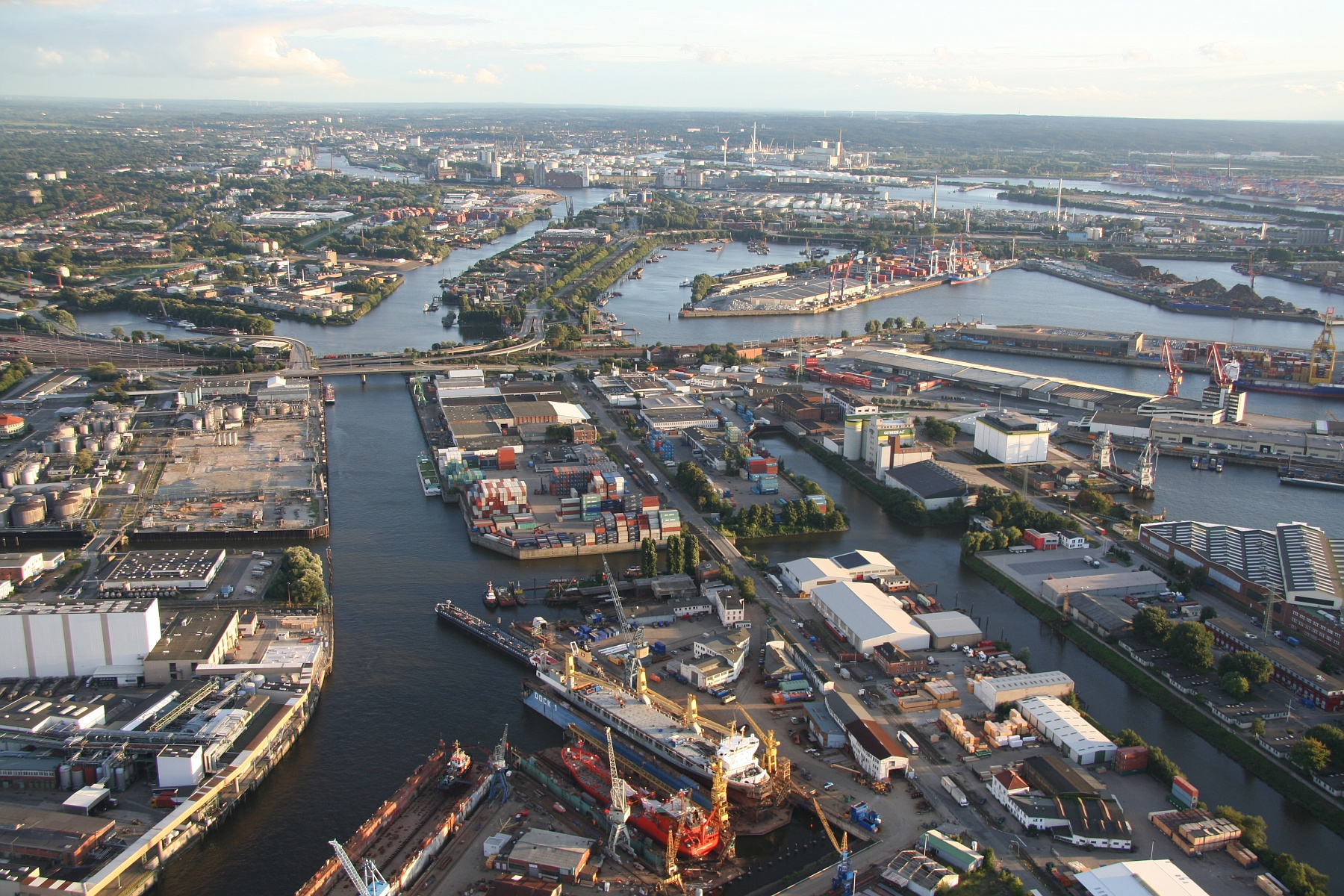
Vista aèria